# Born Ruffians
Born Ruffians är en kanadensiskt indierockgrupp som startades 2004, i staden Midland, Ontario som ligger nära Georgian Bay. De är skrivna på skivbolaget Warp Records och har sin bas i Toronto. Originalmedlemmar i gruppen var Luke Lalonde (gitarr/sång), Mitch Derosier (elbas) och Steven Hamelin (trummor).

## Medlemmar
Nuvarande medlemmar
- Luke Lalonde - gitarr, sång (2004-idag)
- Mitch DeRosier - basgitarr (2004-idag)
- Andy Lloyd - gitarr, keyboard (2010-idag)
- Adam Hindle - trummor (2013-idag)

Tidigare medlemmar
- Steve Hamelin - trummor (2004-2013)

## Diskografi
Studioalbum
- Red, Yellow & Blue (2008)
- Say It (2010)
- Birthmarks (2013)

EP
- Born Ruffians (2006)
- I Need a Life EP (2008)
- Little Garçon EP (2008)
- Daytrotter Session (2010)
- Plinky Plonk (2010)
- Acoustic (2014)

Singlar
- Piecing It Together (2006)
- This Sentence Will Ruin / Save Your Life (2006)
- "Hummingbird" (2007)
- I Need a Life (2008)
- Little Garçon (2008)
- Sole Brother (2010)
- What to Say (2010)
- Nova-Leigh (2010)
- Needle (2013)
- Slow (2014)